# Окунево (Вологодский район)
Окунево — деревня в Вологодском районе Вологодской области на реке Пудежка.
Входит в состав Семёнковского сельского поселения, с точки зрения административно-территориального деления — в Семёнковский сельсовет.
Расстояние по автодороге до районного центра Вологды — 19,5 км, до центра муниципального образования Семёнково — 11,5 км. Ближайшие населённые пункты — Вотолино, Зеленино, Вепрево, Семшино, Дурасово, Дубровское, Высочка, Щетинино.
По данным переписи в 2002 году постоянного населения не было.